# Yehuda D. Nevo
Pour les articles homonymes, voir Nevo.
Yehuda D. Nevo, né en 1932, mort en 1992, est un archéologue israélien. Une de ses contributions est l'étude de centaines de graffitis dans le désert du Néguev. Il y aurait notamment identifié des traces épigraphiques de Dhul Kifl et d'Îsâ.
Un de ses ouvrages majeurs est Crossroads to Islam, écrit avec son assistante Judith Koren. Ils y examinent l’hypothèse que l’Islam comme religion ne fit son apparition que sous l’impulsion tardive des premiers dirigeants arabes à la fin du VIIe siècle de l’ère chrétienne, au terme de trois étapes: abandon administratif par Byzance de la partie orientale de son empire (actuellement Liban, Israël, Jordanie et Syrie) ; émergence et développement d’un état arabe ; naissance d'une religion incorporant plusieurs influences dont le Judéo-christianisme.